# Таємниця Аляски
Таємниця Аляски — американо-канадійський спортивний драмедійний фільм 1999 року.

## Сюжет
Невелике містечко, загублене серед білої безмовності далекої Аляски, було приречене залишитися лише на карті, а не в історії. Раптово воно опиняється в центрі загальної уваги, коли місцева хокейна команда прийняла виклик фаворита НХЛ, знаменитих `New York Rangers`!.